# Lais (Korinth)

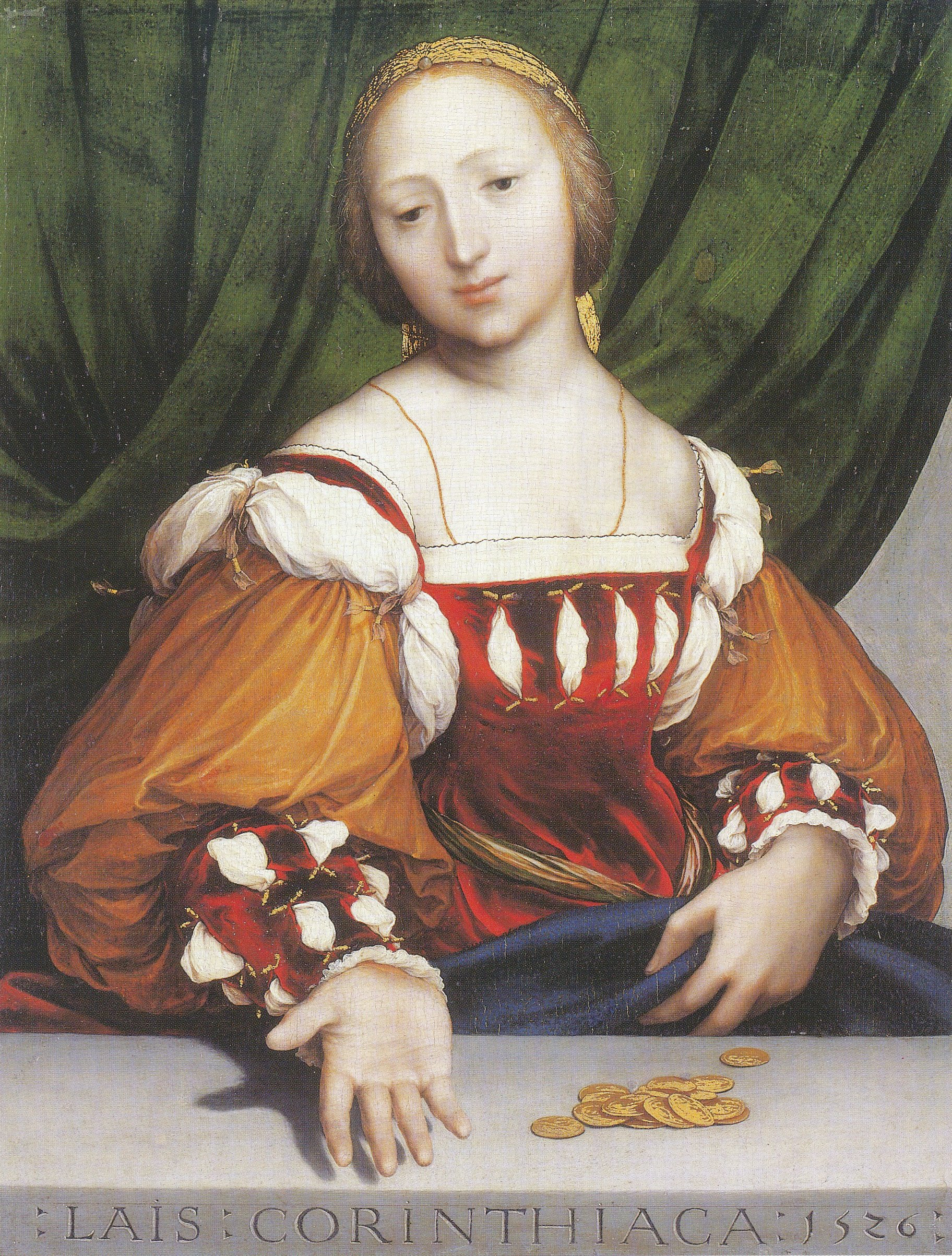
Lais in einer erfundenen Darstellung der Renaissance: Hans Holbein der Jüngere, Lais von Korinth, 1526 (Kunstmuseum Basel)

Lais (griechisch Λαίς Laís) war eine griechische Hetäre, die im 4. Jahrhundert v. Chr. in Korinth tätig war.
Lais von Hykkara (Sizilien) lebte und wirkte zur gleichen Zeit am gleichen Ort im gleichen Gewerbe. Sie wurde bisweilen mit Lais von Korinth verwechselt und könnte mit ihr identisch sein.
Der Lohn, den sie für ihre sexuellen Gefälligkeiten verlangte, war legendär (10.000 Drachmen). Sie war aber nicht nur wegen ihrer Schönheit und ihrer Preise berühmt, sondern auch wegen ihrer Konversation und ihres Charmes. Einige ihrer Liebhaber waren Aristippos von Kyrene, Demosthenes und der Olympiasieger Eubotas aus Kyrene. Aristippos soll sie reich beschenkt, Eubotas einen Heiratsversuch ihrerseits listig abgewendet haben. Unentgeltlich soll sie die Geliebte des Philosophen Diogenes gewesen sein. Den Dichter Euripides soll sie einmal um die Interpretation eines seiner Verse gebeten haben. Im Alter erhielt sie nur noch geringe Bezahlung und verfiel dem Alkohol. Ihr Grabmal in Korinth zeigt einen Widder, der von einer Löwin zerrissen wird.